# Curtis Stevens (Boxer)
Curtis Stevens (* 10. März 1985 in New York City) ist ein US-amerikanischer Profiboxer im Mittelgewicht.

## Werdegang
Geboren und aufgewachsen im New Yorker Stadtteil Brownsville, begann Stevens bereits im Alter von fünf Jahren mit dem Boxen und hatte mit acht Jahren seinen ersten Amateurkampf. 2002 gewann er die US-amerikanischen Meisterschaften im Halbschwergewicht (75–81 kg) und besiegte dabei Christopher Tillman, Ivan Stovall, Terrance Johnson, Jacob Garretson und Tavoris Cloud. Bei den National Golden Gloves desselben Jahres erreichte er den zweiten Platz im Halbschwergewicht; nach Siegen gegen Mike Wood, Eric Kelly, John Venesanakos und Dennis Draper, unterlag er im Finale gegen Allan Green. 2003 gewann er noch die Bronzemedaille im Halbschwergewicht, bei den US-amerikanischen Meisterschaften. Gegen Orlando Reyes und Shawn Blaney hatte er sich ins Halbfinale vorgekämpft, wo er gegen Andre Ward unterlag.
2004 wurde er im Alter von 19 Jahren Profiboxer und machte sich schnell einen Namen als harter Puncher. Er gewann seine ersten 13 Kämpfe in Folge, davon 11 durch Knockout. Bereits als Amateur hatte er die dritthöchste K.o.-Quote in der Geschichte des Bundesstaates New York.
Am 20. Juli 2006 unterlag er im Supermittelgewicht beim Kampf um die WBC-Jugendweltmeisterschaft überraschend vorzeitig gegen Marcos Primera aus Venezuela, besiegte diesen jedoch im Rückkampf vier Monate später. Auch seine nächsten drei Kämpfe konnte er für sich entscheiden, darunter befand sich auch ein Punktesieg gegen Darnell Boone.
Am 16. Juni 2007 verlor er aufgrund der überlegenen Schnelligkeit seines Gegners nach Punkten gegen Andre Dirrell, gewann jedoch seine nächsten vier Kämpfe, darunter durch t.K.o. in der dritten Runde gegen den ungeschlagenen Polen Piotr Wilczewski.
Am 29. Januar 2010 verlor er in einer IBF-WM-Eliminierung nach Punkten gegen Jesse Brinkley. In seinen anschließenden vier Kämpfen besiegte er unter anderem Elvin Ayala sowie Saúl Román und gewann dabei auch die Nordamerikanische Meisterschaft der NABF im Mittelgewicht.
Daraufhin boxte er am 2. November 2013 im Madison Square Garden um die WBO-Weltmeisterschaft im Mittelgewicht, unterlag jedoch dem kasachischen Titelträger Gennadi Golowkin vorzeitig.
Im Januar 2014 gewann er bereits in der ersten Runde durch t.K.o. gegen den Polen Patrick Majewski. Im April folgte ein t.K.o.-Sieg gegen den ungeschlagenen Tureano Johnson. Im Oktober 2014 unterlag er nach Punkten gegen Hassan N’Dam N’Jikam.
Am 7. Mai 2016 besiegte er Patrick Teixeira (26-0) durch T.K.o. in der zweiten Runde und wurde dadurch WBC „Continental Americas“ Titelträger im Mittelgewicht. Im November 2016 verteidigte er den Titel gegen James De la Rosa (23-4).
Am 11. März 2017 verlor er durch K. o. gegen David Lemieux (36-3).